# San Luis Potosí Challenger 2007
Il San Luis Potosí Challenger 2007 è stato un torneo di tennis facente parte della categoria ATP Challenger Series nell'ambito dell'ATP Challenger Series 2007. Il torneo si è giocato a San Luis Potosí in Messico dal 2 all'8 aprile 2007 su campi in terra rossa e aveva un montepremi di $50 000.

## Vincitori

### Singolare
Fernando Vicente ha battuto in finale  Santiago Giraldo con il punteggio di 6–3, 6–3.

### Doppio
Marcelo Melo /  Jérémy Chardy hanno battuto in finale  Jorge Aguilar /  Pablo González 6–0, 6–3.